# Aprionus blanditus
Aprionus blanditus är en tvåvingeart som beskrevs av Boris Mamaev 1998. Aprionus blanditus ingår i släktet Aprionus och familjen gallmyggor. Inga underarter finns listade i Catalogue of Life.